# András Kozák
Pour les articles homonymes, voir Kozak.
Dans le nom hongrois Kozák András, le nom de famille précède le prénom, mais cet article utilise l’ordre habituel en français András Kozák, où le prénom précède le nom.
András Kozák, né le 23 février 1943 à Gávavencsellő (Hongrie) et mort le 23 février 2005 à Budapest, est un acteur hongrois.

## Filmographie partielle
- 1964 : Remous (Sodrásban) d'István Gaál
- 1965 : Mon chemin (Így jöttem) de Miklós Jancsó
- 1968 : Cati (Eltávozott nap) de Márta Mészáros
- 1968 : Ah ! ça ira (Fényes szelek) de Miklós Jancsó
- 1971 : Agnus Dei (Égi bárány) de Miklós Jancsó
- 1981 : A mérközés de Ferenc Kósa
- 1987 : La Saison des monstres (Szörnyek évadja) de Miklós Jancsó